# Linepithema dispertitum
Linepithema dispertitum é uma espécie de formiga do gênero Linepithema.